# Campeonato Sudamericano de Football 1920
Il Campeonato Sudamericano de Football 1920 fu la quarta edizione della Coppa America di calcio. Fu organizzato dal Cile e tutte le partite si disputarono all'Estadio Valparaíso Sporting Club di Viña del Mar dall'11 settembre al 3 ottobre 1920.

## Nazionali partecipanti
Le quattro partecipanti, allora unici quattro membri della CONMEBOL, furono semplicemente invitate, come nel 1916, nel 1917 e nel 1919.
| N° | Nazione   | Iscrizione CONMEBOL | Note                         |
| -- | --------- | ------------------- | ---------------------------- |
| 1  | Argentina | 1916                |                              |
| 2  | Brasile   | 1916                | Detentore Coppa America 1919 |
| 3  | Cile      | 1916                | Nazione ospitante            |
| 4  | Uruguay   | 1916                |                              |

## Formula
La formula prevedeva che le quattro squadre partecipanti si affrontassero in un unico girone all'italiana, la cui prima classificata avrebbe vinto il torneo. Per ogni vittoria si attribuivano 2 punti, 1 per ogni pareggio e 0 per ogni sconfitta.

## Riassunto del torneo
Il torneo si aprì in chiave favorevole ai brasiliani campioni in carica, che contro il Cile padrone di casa si imposero, nel match inaugurale dell'11 settembre, per 1-0. Per contro le altre due favorite, Argentina e Uruguay, impattarono l'indomani per 1-1, lasciando al Brasile un punto di vantaggio in classifica. Il successo dei brasiliani fu però vanificato: il 18 settembre furono, infatti, sconfitti per 6-0 dall'Uruguay, rimediando quella che restò la peggior sconfitta di sempre nella storia della Seleção fino al Campionato mondiale di calcio 2014, dove i brasiliani vennero sconfitti in semifinale per 7-1 dalla Germania. Due giorni dopo l'Argentina non andò oltre l'1-1 contro il Cile, perdendo così terreno anche nei confronti dell'Uruguay. Il 25 settembre i biancocelesti regolarono per 2-0 il Brasile, portandosi provvisoriamente al comando della classifica. Ma il 3 ottobre l'Uruguay piegò per 2-1 il Cile, grazie alle reti di Ángel Romano e José Pérez, capocannonieri del torneo con 3 reti. Per l'Uruguay era il terzo successo su quattro edizioni.

## Risultati
| Arbitro: | Aphesteguy |

|              |           |  |
| Alvariza 53’ | Marcatori |  |

| Arbitro: | Jiménez |

|                |           |                |
| Echeverría 75’ | Marcatori | 10’ Piendibene |

| Arbitro: | Fanta |

|                                                               |           |  |
| Romano 23’ 60’ Urdinarán 26’ (rig.) Pérez 29’ 65’ Campolo 48’ | Marcatori |  |

| Arbitro: | De María |

|             |           |                |
| Bolados 30’ | Marcatori | 13’ Dellavalle |

| Arbitro: | Aphesteguy |

|                              |           |  |
| Echeverría 40’ Libonatti 73’ | Marcatori |  |

| Arbitro: | Fanta |

|               |           |                      |
| Domínguez 60’ | Marcatori | 37’ Romano 65’ Pérez |

## Classifica finale
| Pos. | Squadra   | Pt | G | V | N | P | GF | GS | DR |
| ---- | --------- | -- | - | - | - | - | -- | -- | -- |
| 1.   | Uruguay   | 5  | 3 | 2 | 1 | 0 | 9  | 2  | +7 |
| 2.   | Argentina | 4  | 3 | 1 | 2 | 0 | 4  | 2  | +2 |
| 3.   | Brasile   | 2  | 3 | 1 | 0 | 2 | 1  | 8  | -7 |
| 4.   | Cile      | 1  | 3 | 0 | 1 | 2 | 2  | 4  | -2 |

## Classifica marcatori
3 gol
- Pérez e Romano.

2 gol
- Echeverría.

1 gol
- Dellavalle e Libonatti;
- Alvariza;
- Bolados e Domínguez;
- Campolo, Piendibene e Urdinarán.

## Arbitri
- João De María
- Carlos Fanta
- Francisco Jiménez
- Martín Aphesteguy